# Führerloser Widerstand
Führerloser Widerstand (engl. leaderless resistance) wird eine Organisations- und Aktionsform des Rechtsterrorismus genannt, bei der Einzeltäter („einsame Wölfe“) oder konspirative Kleingruppen auf eigene Initiative und unabhängig voneinander Anschläge oder andere Gewalttaten planen und verüben und dabei bewusst auf Anführer und Befehlsstrukturen verzichten.
Das so bezeichnete Konzept wurde erstmals 1962 in den USA erwähnt, aber erst 1992 durch einen Aufsatz des US-amerikanischen Rechtsextremisten Louis Beam im Rechtsextremismus verbreitet. Es knüpft an Vorläufer aus der Zeit des Nationalsozialismus und aus dem Neonazismus an. Im Rechtsterrorismus des 21. Jahrhunderts wurde das Konzept vorherrschend.
Auch manche islamistische und linksextreme Terrorzellen sowie Gruppen aus der Tierrechtsbewegung wie die Earth Liberation Front benutzen diese oder ähnliche Aktionsformen.

## Herkunft
Lange bevor Louis Beam Begriff und Konzept des „führerlosen Widerstands“ popularisierte, war der Grundgedanke im Rechtsterrorismus bekannt. Die Organisationsform selbständig handelnder Terrorzellen ist nicht an besondere Ideologien gebunden. Der Terrorismusforscher Sebastian Gräfe führt sie auf die seit dem Altertum bekannte asymmetrische Kriegführung zurück, in der stark unterlegene Kämpfer das Risiko staatlicher Gegenmaßnahmen mit einer „Nadelstich“-Taktik zu verringern suchen, um dem überlegenen Gegner einen vernichtenden Gegenschlag zu verwehren. Als typische Kennzeichen dafür gelten der Einsatz kleiner Terrorverbände in einem nicht klar abgrenzbaren Gebiet und der Verzicht auf Kriegserklärungen und Tatbekenntnisse.
Der Extremismus-Forscher Armin Pfahl-Traughber sieht das Konzept als gemeinsames Kennzeichen verschieden begründeter Formen des heutigen Terrorismus. Der „Einsame-Wolf“-Terror sei nur ein neuer Name für den seit dem 19. Jahrhundert bekannten Individualterror gegen Monarchen oder Politiker. Die Täter handelten dabei als selbstbestimmte Individuen und folgten keiner Gruppe, auch wenn sie einer solchen angehörten. Gleichwohl berufen sich die rechtsextremen Vertreter des Konzepts auf bestimmte Traditionslinien ihrer jeweiligen nationalen Kontexte.

## USA

### Entstehung
Im Jahr 1965 schlug der Radiosprecher Richard Cotton, ein Hauptvertreter der rechtsextremen National Youth Alliance, erstmals vor, Phantomzellen für einen „führerlosen Widerstand“ zu schaffen. 1966 wiederholte er den Vorschlag bei einem Kongress. Doch erst Jahrzehnte später fand das Konzept breite Resonanz in der extremen Rechten der USA. Dem ging ein langer interner Konflikt voraus: Die meisten Rechtsextremen lehnten revolutionäre Gewalt gegen den Staat zwar nicht prinzipiell, aber unter den gegebenen Umständen als verfrüht und aussichtslos ab. Um allmählich eine politische Mehrheit zu gewinnen, setzte die American Nazi Party auf die Strategie der Massenaktion mit Propaganda und legalen Demonstrationen. Nachdem ihr Führer George Lincoln Rockwell 1967 ermordet worden war, versuchte sein Nachfolger Matt Koehl das rassistische und nazistische Profil der Partei zu schärfen, indem er sie in National Socialist White People’s Party (NSWPP) umbenannte. Zugleich schloss er radikalere Vertreter aus.
Zu diesen gehörte Joseph Tommasini. Er hatte 1970 beim zweiten NSWPP-Parteitag sofortige revolutionäre Aktion nach dem Vorbild der linksextremen Weathermen und der Symbionese Liberation Army gefordert. 1974 erschien sein Aufruf: „Die Zukunft gehört den Wenigen von uns, die bereit sind, sich die Hände schmutzig zu machen. Politischer Terror: Das ist das Einzige, was sie verstehen werden.“ Er und 42 Mitstreiter gründeten dazu im selben Jahr die National Socialist Liberation Front (NSLF). Sie lehnten die Strategie der Massenaktion ab, weil diese keine Aussicht auf Mehrheiten habe und wirksame Aktionen gegen den Staat praktisch verhindere. Nur vier Gründungsmitglieder begingen dann illegale Anschläge, zwei davon wurden inhaftiert, Tommasini wurde 1975 von einem NSWPP-Mitglied ermordet. Damit war die NSLF gescheitert. Dennoch hatte sie gezeigt, dass entschlossene Einzelne ohne Rücksicht auf die fehlende öffentliche Unterstützung dem Staat Schläge versetzen und Regierungsagenten oder antifaschistische Beobachter sie nicht rechtzeitig enttarnen konnten. Der Verzicht auf jedes Unterstützernetzwerk könne den Einzelnen zu unabhängigem Handeln nach seinem eigenen Willen befreien. Damit war das Konzept des „führerlosen Widerstands“ auch ohne diesen Namen geboren. Es entstand somit am Tiefpunkt des Niedergangs und der Spaltung der US-Neonaziszene, um die Not ihrer zahlenmäßigen Schwäche und politischen Isolation zu überwinden und Aktivisten neue Perspektiven zu eröffnen.
Als konzeptionelle Vorläufer des führerlosen Widerstands gelten auch die Romane The Turner Diaries (1978) und Hunter (1989) des US-Neonazis William Luther Pierce. Beide leiten in Form einer fiktiven Handlung zu Terroranschlägen von Kleingruppen oder Einzelpersonen an. Die Turner-Tagebücher beeinflussten die ab 1980 agierende US-Terrorgruppe The Order und Timothy McVeigh, den Haupttäter beim Bombenanschlag auf das Murrah Federal Building in Oklahoma City 1995. Der Nachfolgeroman The Hunter reagierte auf das Ende der Terrorgruppe The Order und geht von der Weltherrschaft eines fiktiven Weltjudentums aus. In dieser imaginierten ausweglosen Lage seien heldenhafte Aktionen Einzelner gegen die „Feinde der weißen Rasse“ das einzig erfolgversprechende Mittel, um der Masse die Schwäche des Systems zu demonstrieren und eventuell einen „Rassenkampf“ auszulösen.

### Louis Beam
Der frühere texanische Ku-Klux-Klan-Führer Louis Beam war 1988 mit zehn anderen Rechtsextremisten wegen Bildung der Gruppe The Order zum Sturz der US-Regierung verurteilt worden. Er hatte bei der Urteilsverkündung angekündigt, man werde den Kampf mit kleineren und geheimen Zellen fortsetzen. 1992 veröffentlichte er seinen einflussreichen Artikel Leaderless Resistance in seiner Zeitschrift The Seditionist. Darin warb er für die Gründung von Kleingruppen ohne Führerfigur und hierarchische Kaderstrukturen, die allein ihre gemeinsame Ideologie verbinden sollte. Befehle und Anleitungen von „oben“ seien letztlich überflüssig, da die Aktivisten dieser Zellen den richtigen Weg des „Widerstands“ gegen das politische System und die jeweils angemessenen Mittel dazu selbst wissen würden. Beam reagierte damit auf die Erfahrung: Je größer und zentraler geführt gewaltbereite Neonazigruppen waren, umso rascher und leichter konnten die US-Sicherheitsbehörden sie identifizieren und zerschlagen. Dagegen plädierte Beam für ein System geheimer Zellen, in dem jede Zelle ihre eigene Methode wählen solle, um „1000 Punkte des Widerstands“ gegen die US-Regierung und ihre Verbündeten zu schaffen.
Keine dieser Zellen dürfe ihren Aktionsplan einem zentralen Hauptquartier oder einzelnen Führer melden und Befehle von dort empfangen. Die Bewegung könne die Abkehr von jeder organisierten Struktur ausgleichen, indem jeder Teilnehmer am führerlosen Widerstand genau wisse, was er tue und wie er es tue, also sich die nötigen Fertigkeiten und Informationen für seine Anschläge selbst verschaffe. So würden Befehle überflüssig. Damit wollte Beam zwei Vorteile erreichen: Die Öffentlichkeit werde Schwerstverbrechen nicht mehr der Nazi-Bewegung, sondern mental gestörten Individuen zurechnen, also vom tatsächlichen Organisationsgrad der extremen Rechten abgelenkt werden. Nazi-Organisationen könnten sich glaubwürdiger von den ausführenden Tätern distanzieren, selbst wenn diese zur eigenen Gruppe gehörten oder gehört hatten.
Beam führte sein Konzept auf den US-Luftwaffenoffizier Ulius Louis Amoss zurück. Dieser hatte 1962 einen Aufsatz unter dem Titel Leaderless Resistance veröffentlicht, der für den Fall einer kommunistischen Eroberung Amerikas eine partisanenähnliche Verteidigung der USA propagierte. Beam übertrug das Konzept von Amoss auf einen Terrorkampf gegen die vermeintliche „Staatstyrannei“ in den USA. Er behauptete, schon die Amerikanische Revolution der dreizehn Kolonien gegen den britischen König sei dieser Strategie gefolgt. Nur mit kleinen unverbundenen Widerstandszellen könne sich die weiße Separatistenbewegung gegen die übermächtige Regierung behaupten. So könnten diese Zellen dem Aufgespürtwerden durch eingeschleuste Regierungsagenten entgehen. Sie könnten mangelnde Möglichkeiten koordinierter Aktionen durch langfristige Hingabe an das revolutionäre Ziel ausgleichen.

### Christian-Identity-Bewegung
Im Oktober 1992 führte die Christian-Identity-Bewegung eine Konferenz zur Schießerei bei Ruby Ridge (August 1992) durch, auf der Beam sein Konzept vorstellen durfte. Die Teilnehmer stellten die Schießerei als Beweis dafür hin, dass die Bundesregierung wahre Patrioten nach und nach zu vernichten suche. Beams Aufsatz wurde in einen Bericht über die Konferenz aufgenommen: So wurde der Ausdruck Leaderless Resistance in den USA bekannt gemacht. Anders als der Aufsatz von Amoss, der wegen des Ausbleibens der befürchteten kommunistischen Eroberung der USA rasch vergessen worden war, wurde Beams Aufsatz auf diese Weise weit verbreitet. Auch die Schießerei zwischen Bundespolizei und den Branch Davidians bei Waco (Texas) mit 83 Toten (Februar bis Mai 1993) schien den „führerlosen Widerstand“ als einzig verbleibende Möglichkeit weißer Selbstbehauptung zu bestätigen. Infolge beider Ereignisse griffen andere Neonazis in den USA Beams Idee auf, darunter Richard Kelly Hoskins (Vigilantes of Christendom), David Eden Lane (Wotan is coming) und Tom Metzger (White Aryan Resistance). Dieser verknüpfte Beams Konzept mit seiner eigenen Einsamer-Wolf-Idee und verbreitete beide über seine Magazine, Fernsehshows, Webseiten und Videospiele.

### Rechtsextreme Milizen
1994 veröffentlichte Howard Phillips, Gründer der christlich-rechtskonservativen Constitution Party, das von einem unbekannten Autor verfasste Field Manual of the Free Militia. Es verknüpfte eine christlich-theologische und verfassungsrechtliche Rechtfertigung der Milizen mit detaillierten Anweisungen zum „führerlosen Widerstand“ gegen „Feinde“ dieser beanspruchten Rechte und mit praktischem und psychologischem Training. Das Handbuch wurde über das Internet verbreitet und von vielen Milizen in den USA übernommen.
Bei den mindestens 440 bewaffneten rechtsextremen Milizen mit insgesamt bis zu 30.000 Mitgliedern, die 1995 in den USA existierten, wurde Beams Konzept zur populären Handlungsanleitung. Ein Aussteiger machte 2002 die Existenz der geheimen Zelle Project 7 bekannt, die Anschläge auf lokale Politiker in Montana plante, um so nationale Aufmerksamkeit und Nachahmer für den Kampf gegen die angeblichen Zerstörer der weißen Rasse zu erzeugen. Die Milizen sind ihrerseits aus der Sammlungsbewegung verschiedener rechtsgerichteter Gruppen (Alt-Right) hervorgegangen. Sie vertreten die Verschwörungstheorie einer geheimen Zusammenarbeit reicher Eliten mit der US-Regierung zur Errichtung einer übermächtigen tyrannischen Neuen Weltordnung, Unterhöhlung des Christentums und der individuellen Freiheit. Besonders Rechtsextremisten verbinden diese Theorie mit offenem Antisemitismus und Rassismus der White Supremacy, auch in Form der antisemitischen These vom Zionist Occupied Government. Sie leiten daraus die Legitimation für Terrorangriffe auch gegen Staatsorgane und Staatsvertreter ab.
Beams Aufsatz wurde auch international verbreitet und prägte den neueren Rechtsterrorismus: Einzeltäter, oft psychisch auffällig und gesellschaftlich isoliert, oder konspirative Kleingruppen versuchen nicht mehr durch wahllosen Massenterror politische Instabilität herbeizuführen, sondern greifen gezielt einzelne Opfer und Opfergruppen an.

### Atomwaffen Division
Die 2015 in den USA entstandene Neonazigruppe Atomwaffen Division (AWD) übernahm das Konzept des „führerlosen Widerstands“ von der NSLF, deren Mitgründer James Mason NSLF-Texte 2017 online herausgab, und von der Naziterrorgruppe The Order (1980ff.). AWD besteht aus bis zu 100 Mitgliedern, die als in den USA verteilte Terrorzellen auf einen Kollaps der Zivilisation als Mittel für „rassische Säuberung“ hinarbeiten und dazu wahllose Gewalt gegen Homosexuelle, Juden, Schwarze, Linke und andere propagieren, die sie als Vertreter des Systems betrachten. Dazu begrüßen sie auch Anschläge von Islamisten gegen identische Opfergruppen, etwa den Anschlag von Orlando am 12. Juni 2016. Die Gruppe bezieht sich positiv auf Adolf Hitlers Schrift Mein Kampf, die Turner-Tagebücher und den Massenmörder Timothy McVeigh. Gruppenmitgliedern werden mindestens fünf Tötungsdelikte zugeordnet. AWD nahm 2017 am “Unite-the-Right”-Aufmarsch in Charlottesville teil und wirbt seit 2018 auch in Deutschland um Verbündete.
Für ihr Ziel eines Bürgerkriegs der „weißen Rasse“ gegen alle anderen feiern AWD-Anhänger rechtsextreme Massenmörder im Netz als Vorbilder, etwa den Australier Brenton Tarrant, und werben für Nachahmer, etwa mit dem Werbeslogan Just do it. Dazu verbreiten sie über Plattformen wie Discord oder Wire ein 340-seitiges White Resistance Manual, das zum „führerlosen Widerstand“ aufruft, zum Bombenbau anleitet und Angriffsziele vorschlägt, etwa Kraftwerke, Wasseraufbereitungsanlagen, Telefonsendemasten. Sie setzen auf menschliche Zeitbomben, die den Behörden entgehen und irgendwann eigenständig morden.

## Großbritannien

### Blood & Honour
In Großbritannien entstand 1987 die rechtsextreme Terrorgruppe Blood and Honour als transnationales Netzwerk. 1996 rief die zugehörige Division Deutschland in ihrem Magazin alle Neonazis zum „führerlosen Widerstand“ auf: „Die alten Formen des politischen Aktivismus, wie z. B. der Weg über Wahlen in das Parlament, das medienwirksame Auftreten von fahnenschwenkenden Parteien oder das auf legaler Basis angestrebte Kaderprinzip, sind überholt. (…) Gelingt es uns, (…) eine nicht angreifbare, gut vernetzte Bewegung von unabhängig agierenden Gruppen zu werden, so wird uns das Schicksal den Sieg nicht versagen. (…) Jeder ist dazu aufgerufen etwas zu tun! LEADERLESS RESISTANCE ist die Devise!“ Dazu wurde Louis Beam ausführlich zitiert: Kleine entschlossene Gruppen weißer Nationalisten müssten mit Terroranschlägen den kommenden großen Rassenkrieg vorbereiten und dafür zum Opfer ihres Lebens bereit sein. Der Text kursierte ebenso wie die Turner-Tagebücher im Umfeld des späteren NSU.
Ab 2000 verbreitete Blood and Honour die Strategie, Ideologie und Organisationsform des „führerlosen Widerstands“ mit einem im Internet abrufbaren Field Manual und dem Aufsatz The Way forward. Der erste Text betonte, gerade in Deutschland sei die Bildung kleiner Zellen angesichts der staatlichen Repression unausweichlich. Der zweite erläuterte den historischen Nationalsozialismus als Vorbild und eine „pan-arische Bewegung des weißen Widerstands“ gegen eine angebliche „zionistische Okkupation der Regierung“ als Zielrichtung. Die Organisation der Teilgruppen richte sich nach den jeweiligen Umständen und könne sowohl als loses Netzwerk wie auch als Partei sinnvoll sein. Eine Ausrichtung an einem allmächtigen Führer sei dagegen unrealistisch, weil das eigene Lager keine zur Einigung der Rechten befähigte Persönlichkeit habe.

### Combat 18
Die 1992 entstandene gewaltbereite britische Gruppe Combat 18 („Kampftruppe Adolf Hitler“) bezeichnete sich bald als der „bewaffnete Arm“ von Blood and Honour. Sie gewann 1996 mit einer Serie von Briefbomben gegen britische Prominente, Linke und Migranten Popularität in der rechtsextremen Szene Großbritanniens und anderer Staaten Europas. Weil sich die C18-Gruppen nach dem Konzept des „führerlosen Widerstands“ richteten, konnten andere Rechtsextremisten ihre Anschläge ohne gegenseitige Kenntnis als Teil einer C18-Bewegung ausgeben. So verübten rechtsextreme Attentäter 1999 unter dem Label C18 in Großbritannien, Österreich und Schweden Mordanschläge mit Nagelbomben. Um 2000 entstanden auch C18-Ableger in Deutschland, wurden dort aber von den Sicherheitsbehörden anfangs unterschätzt.
Das „Totenkopf Magazin“ war das Organ von C18-Gruppen im deutschsprachigen Raum. Dort erschien 1996 ein Verweis auf „Das Weiße Buch“ von C18, der feststellte: „Combat 18 arbeitet nach der Methode des führerlosen Widerstandes.“ Unter dem Titel „Der politische Soldat“ folgten genaue Anweisungen dazu: Die Widerstandszellen dürften nur aus maximal vier Freiwilligen bestehen; sie dürften erst handeln, wenn sie bewaffnet seien und einen sicheren Ort zum Deponieren von Waffen, Munition und Informationen hätten; jede Zelle bräuchte ihre eigene Geld- und Waffenquelle, damit im Fall ihrer Festnahme andere Zellen ihre Mittel nicht verlören.

### Andere
Troy Southgate, britischer Vertreter des Nationalanarchismus (einer als Querfront-Versuch eingestuften Variante des Rechtsextremismus) wurde nach eigener Aussage vom Konzept des „führerlosen Widerstands“ beeinflusst.

## Deutschland

### „Werwolf“-Tradition
In der zunehmend aussichtslosen Lage NS-Deutschlands zum Ende des Zweiten Weltkriegs befahl der „Reichsführer SS“ Heinrich Himmler im September 1944 den Aufbau von „Werwolf“-Gruppen, die nach der absehbaren Besetzung Deutschlands durch die Alliierten Sabotage und Anschläge gegen deren Truppen durchführen sowie kooperationsbereite Deutsche als „Verräter“ ermorden sollten. Überzeugte und fanatische Nationalsozialisten sollten relativ selbständige Kleingruppen bilden, die in regionalen Einheiten koordinierte Anschläge verüben sollten. Das theoretische Modell verfasste 1944/45 der Waffen-SS-Offizier Arthur Ehrhardt mit der Schrift Werwolf – Winke für Jagdeinheiten. In der Endphase des Zweiten Weltkriegs entstanden jedoch nur noch wenige solche Gruppen, die zudem praktisch erfolglos blieben. Trotzdem nahmen spätere Neonazis sie zum Vorbild. Ehrhardt verbreitete die „Werwolf“-Ideologie in der von ihm 1951 gegründeten rechtsextremen Zeitschrift Nation und Europa weiter, so 1970 mit einer Neuauflage seiner Schrift von 1944/45. Obwohl Neonazigruppen bislang keinen Organisationsgrad erreichten, um nach Art einer Partisanenarmee deutschlandweit koordinierte Anschläge verüben zu können, blieb Ehrhardts Schrift im deutschen Rechtsextremismus bekannt und konnte die Gewaltbereitschaft auch in ganz anderen Kontexten erhöhen.
Nach 1945 stellten sich immer wieder Neonazigruppen in die Werwolf-Tradition, so die „Wehrsportgruppe Werwolf“ um Michael Kühnen in den 1970er Jahren, die mit Maschinengewehren und Handgranaten ausgerüstete „Werwolf Jagdeinheit Senftenberg“ in Brandenburg 1992, die einen Raubmord beging, und ein selbsternanntes „Werwolf-Kommando“ 2013 in Hamburg, Niedersachsen und Mecklenburg-Vorpommern. Bis heute pflegen Rechtsextreme den Mythos geheimer „Werwolf“-Einheiten im Untergrund und stützen sich dabei auf Ehrhardts Buch.
1989 bis 1991 veröffentlichte ein wahrscheinlich deutscher Rechtsextremist unter dem Pseudonym Hans Westmar (übernommen aus einem NS-Propagandafilm) eine vierteilige Textreihe unter dem Titel Eine Bewegung in Waffen. Darin forderte er den Neuaufbau eines rechtsextremen Netzwerks für den „bewaffneten Kampf“ gegen das westliche politische System. Zugleich propagierte er einen „Feierabend- und Wochenend-Terrorismus“, regte Banküberfälle, Störaktionen in Bahnhöfen und Flughäfen sowie Anschläge auf Medienhäuser und Sendemasten an. Die 1972 gegründete NSDAP-Aufbauorganisation verbreitete die Reihe als eigene Publikation auch in Deutschland. Das Konzept wurde im deutschen Neonazismus nicht umgesetzt, weil die dazu notwendige Zahl und flächendeckende Verteilung terrorbereiter Kleingruppen fehlten. Jedoch streben neonazistische Freie Kameradschaften die Umsetzung an und begünstigen sie, indem ihre Mitglieder sich im Alltag legal und normal verhalten.

### Nationalsozialistischer Untergrund
Die 1999 entstandene deutsche Terrorgruppe Nationalsozialistischer Untergrund (NSU) folgte dem C18-Motto „Von Worten zu Taten“, das in ihren nachträglich 2011 veröffentlichten Bekennervideos auftauchte. Die drei Haupttäter des NSU kamen aus dem Thüringer Heimatschutz und hatten wie die übrige Neonaziszene Thüringens direkte Kontakte zu Blood and Honour, auch nachdem deren deutsche Teilgruppe im Jahr 2000 verboten worden war. Darüber kannten sie das Konzept des „führerlosen Widerstands“, dem ihre eigene Handlungsweise entsprach. Der NSU plante und verübte die NSU-Mordserie (2000–2006) und den Nagelbombenanschlag in Köln (2004) ohne Verbindung zu übergeordneten Befehlsgebern. Er verzichtete auch auf öffentliche Bekenntnisse, um so die verunsichernde Wirkung bei den Opferangehörigen und in der Gesellschaft zu vergrößern. Erst seit der Selbstenttarnung des Trios im November 2011 wurde das Konzept in Sicherheitsbehörden und Forschung stärker beachtet.
Die Rechtsextremismusexperten Johannes Radke und Toralf Staud kritisierten 2019 die deutschen Sicherheitsbehörden: Dass der NSU 13 Jahre lang nicht entdeckt wurde, habe an der Ignoranz der Ermittler gelegen. Wegen fehlender Bekennerschreiben hätten sie statt rassistischen Tätern angebliche mafiöse Verbindungen der Opfer gesucht. Dabei sei Klandestinität, das Nichtbekennen, in Nazinetzwerken wie Combat 18 ausdrücklich gefordert. Das Feldhandbuch von Blood and Honour habe den schwedischen Serienmörder John Ausonius dafür gelobt, dass er keine Bekennerbriefe versandte und so die Angst unter Einwanderern noch verstärkte. Obwohl die Behörden die Strategie des „führerlosen Widerstands“ kannten, hätten sie den NSU nachträglich als „braune RAF“ betrachtet und so die tatsächliche Gefahrenlage weiter verkannt.

### Andere
Viele Anschläge von Rechtsextremisten vor und nach dem NSU entsprachen dem Konzept des „führerlosen Widerstands“, ohne dass die Täter dieses gekannt haben (müssen):
- Josef Bachmanns Mordanschlag auf Rudi Dutschke (1968),
- Uwe Behrendts Doppelmord an Shlomo Lewin und Frida Poeschke (1980),
- die Serienmorde von John Ausonius in Schweden (1990/91),
- die Nagelbombenattentate von David Copeland in Großbritannien (1999),
- die Anschläge in Norwegen 2011 von Anders Behring Breivik,
- das Attentat auf Henriette Reker (2015).[28]

Den Mord an Walter Lübcke am 1. Juni 2019 verübte der seit langem polizeibekannte und in Hessens Neonaziszene vernetzte Rechtsextremist Stephan Ernst. Johannes Radke und Toralf Staud kritisierten die deutschen Sicherheitsbehörden: Sie hätten wie beim NSU erneut wesentliche Kennzeichen des Rechtsterrorismus wie den „führerlosen Widerstand“ und das bewusste Nichtbekennen der Taten übersehen. Sie seien noch immer eher am Bild und Vorgehen des Linksterrorismus der 1970er Jahre orientiert, der lange Bekennertexte herausgab, feste Kommandostrukturen und teils offene Unterstützerszenen hatte. Radke und Staud erinnerten an zahlreiche von rechtsextremen Einzeltätern oder Kleingruppen begangene oder geplante Anschläge, die wegen ihrer gemeinsamen Ideologie traditionsbildend wirkten:
- die Sprengstoffanschläge von Heinz Lembke und Peter Naumann 1978/79,
- die Straftaten der lange staatlich geduldeten Wehrsportgruppe Hoffmann,
- das Oktoberfestattentat von Gundolf Köhler,
- Frank Schuberts Morde,
- die Bomben- und Brandanschläge der Deutschen Aktionsgruppen Manfred Roeders (alle 1980),
- die Banküberfälle und Autobombenanschläge der Gruppe um Odfried Hepp und Walter Kexel 1982,
- die rechtsextremen Morde an Ausländern seit der Wiedervereinigung 1990,
- knapp vereitelte Rohrbombenanschläge von Rechtsextremisten 1997 und 2000,
- die Serie von Straftaten einer „Nationalen Bewegung“ 2000/2001,
- ungeklärte Sprengstoffanschläge auf das Grab von Heinz Galinski (1998), die Wehrmachtsausstellung (1999) und den jüdischen Friedhof in Berlin-Charlottenburg (2002),
- den geplanten Anschlag einiger Neonazis um Martin Wiese auf die Münchner Synagoge.

Heute sei neben herkömmlichen Terrorgruppen der Typ des zuvor nicht in rechtsextremen Strukturen aktiven „Nachbarschaftsterroristen“ gegen Asylbewerber entstanden. Dieser könne sich durch die polarisierte Debatte um Flüchtlinge, das rassistische Demonstrationsbündnis Pegida, den Aufschwung der Partei Alternative für Deutschland (AfD) und die enthemmten Gewaltfantasien im Internet bestärkt fühlen, den „Volkswillen“ einer angeblichen Mehrheit zu vollstrecken. Neu sei im deutschen Rechtsextremismus nur, dass sich gewalttätige Angriffe nicht mehr nur gegen schwächere Opfer (Migranten, Antifa-Aktivisten, Punks usw.) richten, sondern auch gegen deutsche Staatsbeamte und Politiker, auch in deren häuslicher Umgebung.

## Neuseeland
Der Mord des australischen Rechtsextremisten Brenton Tarrant an 51 Muslimen in Christchurch, Neuseeland (15. März 2019) wird auch aus dem „führerlosen Widerstand“ erklärt, bei dem ein Tätertyp rechtsextremer weißer junger Männer sich aufeinander bezieht und aus gleichen Motiven Taten von Vorläufern imitiert. Tarrant erfüllt die Kriterien des „Einsamer-Wolf“-Einzeltäters, der eine unauffällige bürgerliche Existenz lebte und zwar Kontakte zu anderen Rechtsextremisten pflegte (etwa zu europäischen Identitären), aber sein Verbrechen allein und ohne Mitwisser plante und ausführte. Dabei sah er sich als eine Art Frontsoldat in einem globalen Kampf der Kulturen. Wie sein Vorbild Anders Breivik veröffentlichte er vorab ein Manifest im Internet, um seine Tat als Kreuzzug um die weiße Vorherrschaft gegen eine angebliche Invasion des Islam zu rechtfertigen. Tarrants Wahnidee vom „großen Austausch“ ist seit langem auch im europäischen Raum verbreitet. Zudem übertrug Tarrant seinen Massenmord als Livestream auf Facebook. Seine Tat gilt daher als Paradebeispiel der neuen, höchst gefährlichen Form des Rechtsterrorismus, deren Täter keine Organisation mehr brauchen, sondern sich über das Internet radikalisieren, ihre Ideologie dort aus umlaufenden Versatzstücken zusammenbauen und analog zu Killerspielen in sozialen Medien verbreiten, um so künftige Nachahmer zu rekrutieren. 
Der Politikwissenschaftler Florian Hartleb kritisiert, dass deutsche Behörden bei rechtsextremen Einzeltätern wie Anders Breivik, David Sonboly und Brenton Tarrant deren gemeinsame, sie motivierende Ideologie sowie ihre Chatpartner im Internet oft als nachrangig betrachten, anders als bei Islamisten. Der Politikwissenschaftler Peter R. Neumann vermisst bei Verfassungsschützern eine schlüssige Erklärung für die Beziehung zwischen derartigen Terrorakten und Hassrede im Internet.